# Roßeck (Gleinalpe)
Das Roßeck (Schreibweise auch Rosseck) ist ein 1664 m ü. A. hoher Gipfel der Gleinalpe. Wenn man deren nordöstlichen Abschnitt, die Hochalpe, als eigene Gebirgsgruppe kategorisiert, dann ist das Roßeck der höchste Gipfel dieser Gruppe.

## Lage und Umgebung
Das Roßeck liegt am nordwestlichen Ende der Glein- bzw. Hochalpe. Es ist eng mit dem Leobener Hausberg, der etwas niedrigeren Mugel (1640 m) verbunden. Diese ist dem Roßeck im Westen vorgelagert, die beiden verbindet der auf 1540 m gelegene Wapplersattel. An der Nordseite des Roßecks schaffen mehrere in sich weiter gegliederte Bergrücken ein verhältnismäßig komplexes System aus Gräben, aus denen unter anderem der Silberbrunngraben, der Rötzbach und der Schirlingbach fließen. Der vom Gipfel nach Osten laufenden Grat steigt nach rund 1,5 Kilometern noch einmal kurz an und bildet so eine 1244 m hohe Kuppe aus, die als „Kleines Roßeck“ bezeichnet wird. An seiner Nordost bzw. Ostseite wird das Roßeck vom Utschgraben begrenzt. Die Abgrenzung zum Herrenkogel im Süden bildet der Trasattel (1304 m).
Das Roßeck ist Namenspate des Trachtenvereins Roßecker aus dem nahen Bruck an der Mur, der sich 1977 für die Errichtung und 2015 für die Renovierung des Kreuzes auf dem plateauartigen Gipfel des Roßecks einsetzte.

## Wege
An der Südwestflanke des Roßecks läuft der Nord-Süd-Weitwanderweg, der auch Teil des Europäischen Fernwanderweges E6 ist. Er läuft, von Leoben kommend, über den Sattel zwischen Mugel und Roßeck und biegt dann nach Süden zum Trasattel ab. Mehrere Wege führen über die Rücken an der Nordseite auf den Berg. Ein beliebter Ausgangspunkt ist der Almgasthof Kirl (Kirlalm), von dem aus man über das „Kleine Roßeck“ mit der Roßeckhütte den oben erwähnten Ostgrat und somit den Gipfel erreicht. Aus dem Utschgraben im Osten gibt es hingegen keinen ausgewiesenen Wanderweg auf das Roßeck.

Galerie
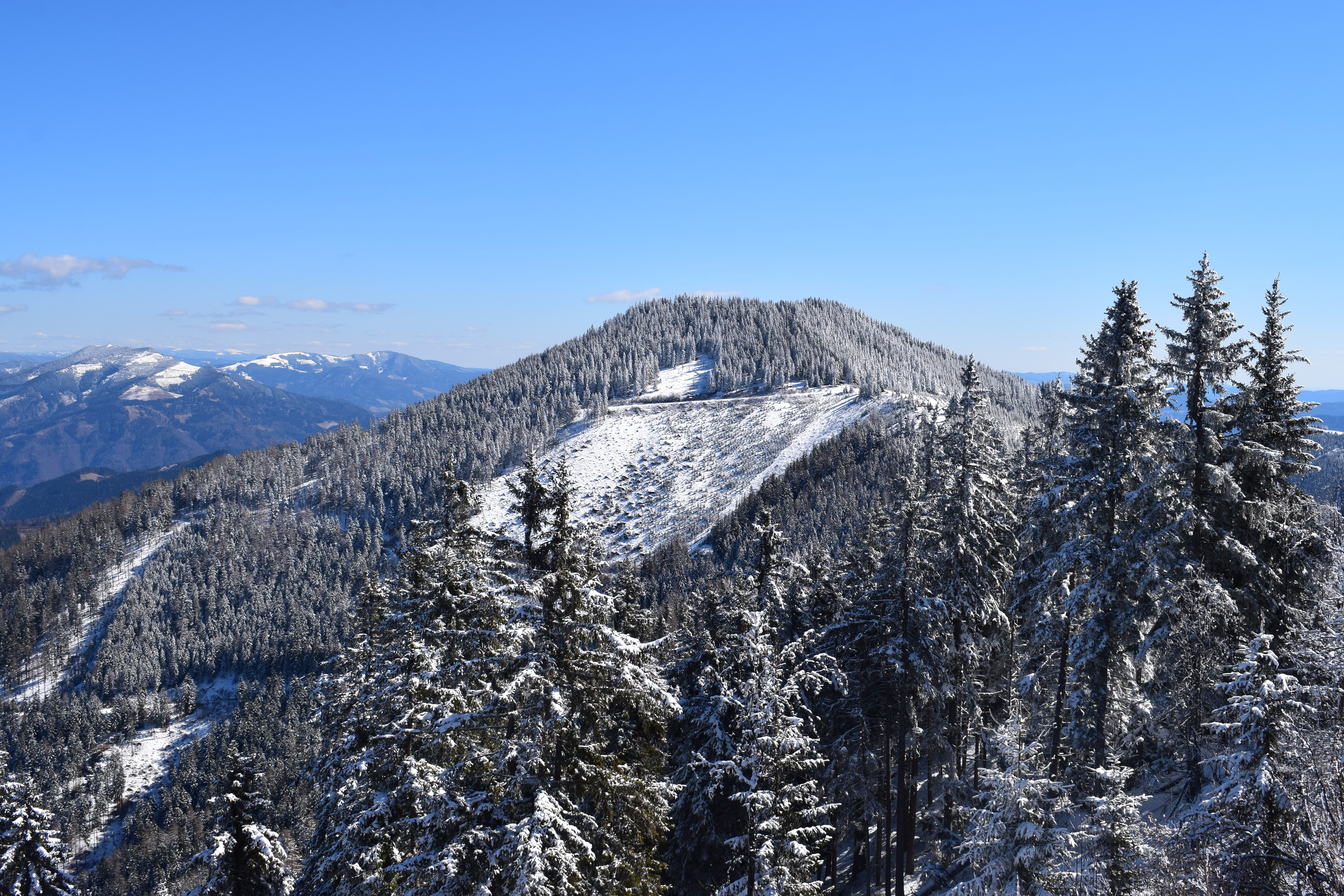
Blick von der Mugel nach Osten auf das Roßeck, Wapplersattel rechts von Bäumen verdeckt
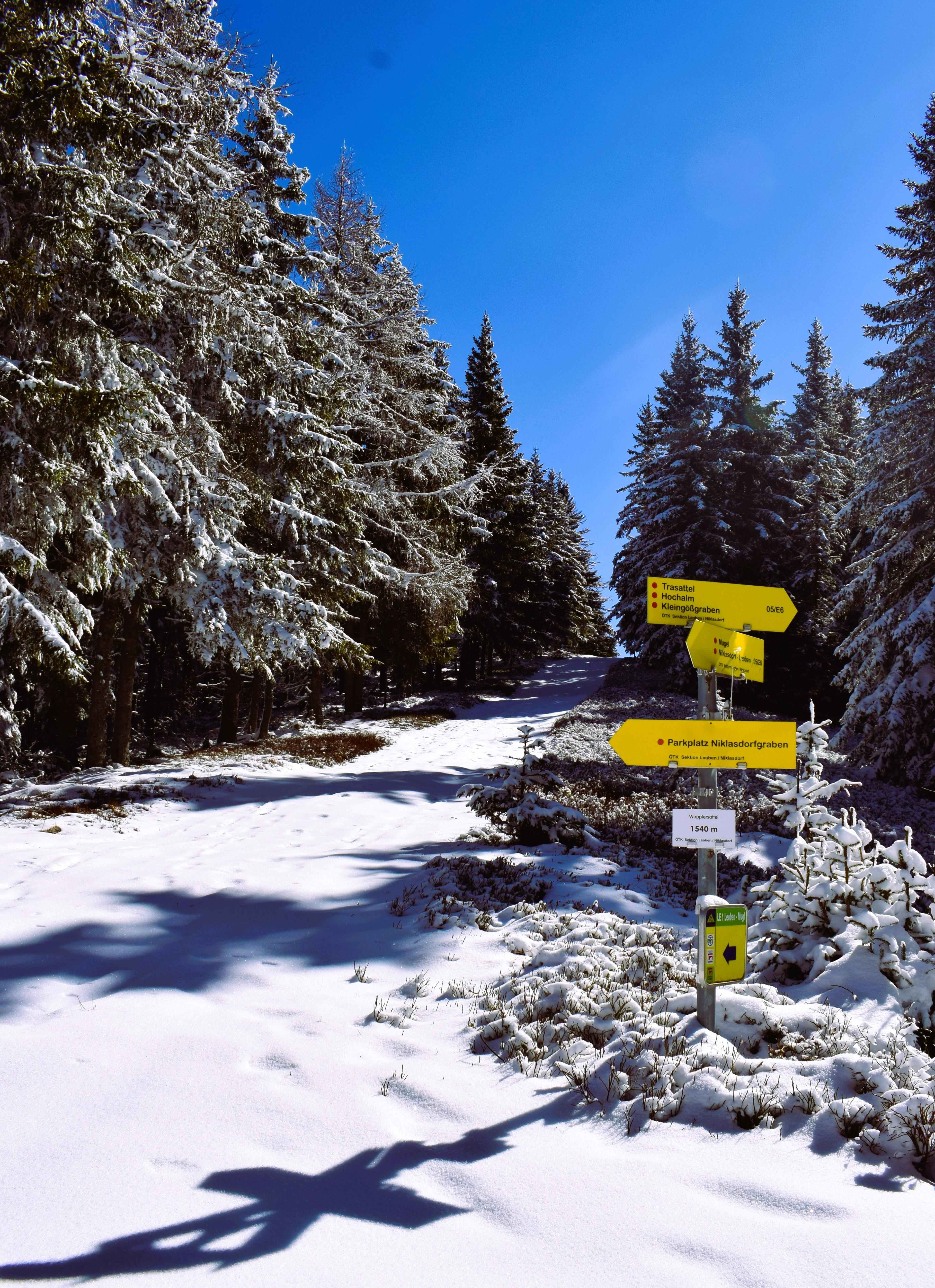
Wegekreuz am Wapplersattel, im Bild der Weg auf das Roßeck
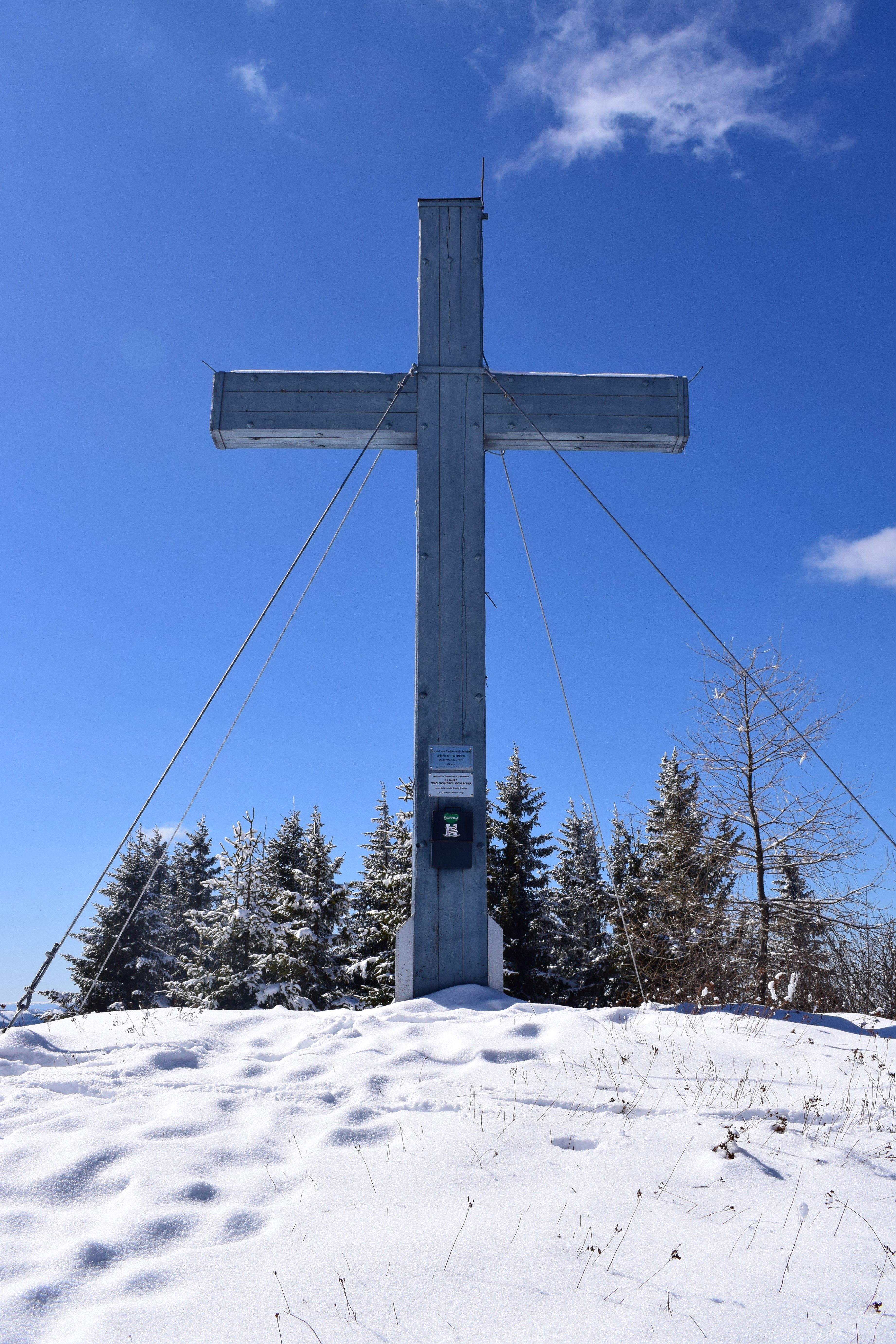
Gipfelkreuz des Roßecks
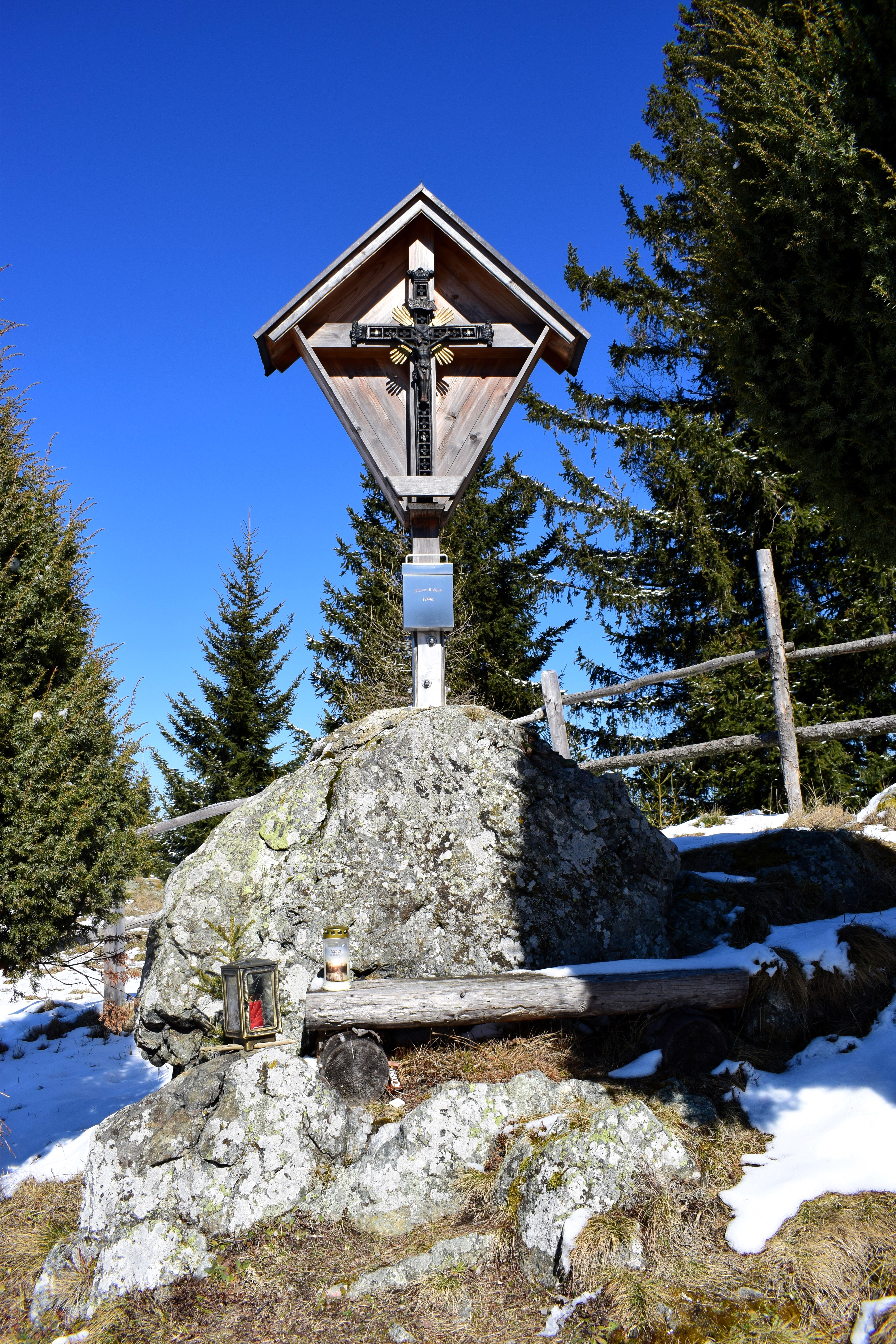
Kreuz am „Kleinen Roßeck“
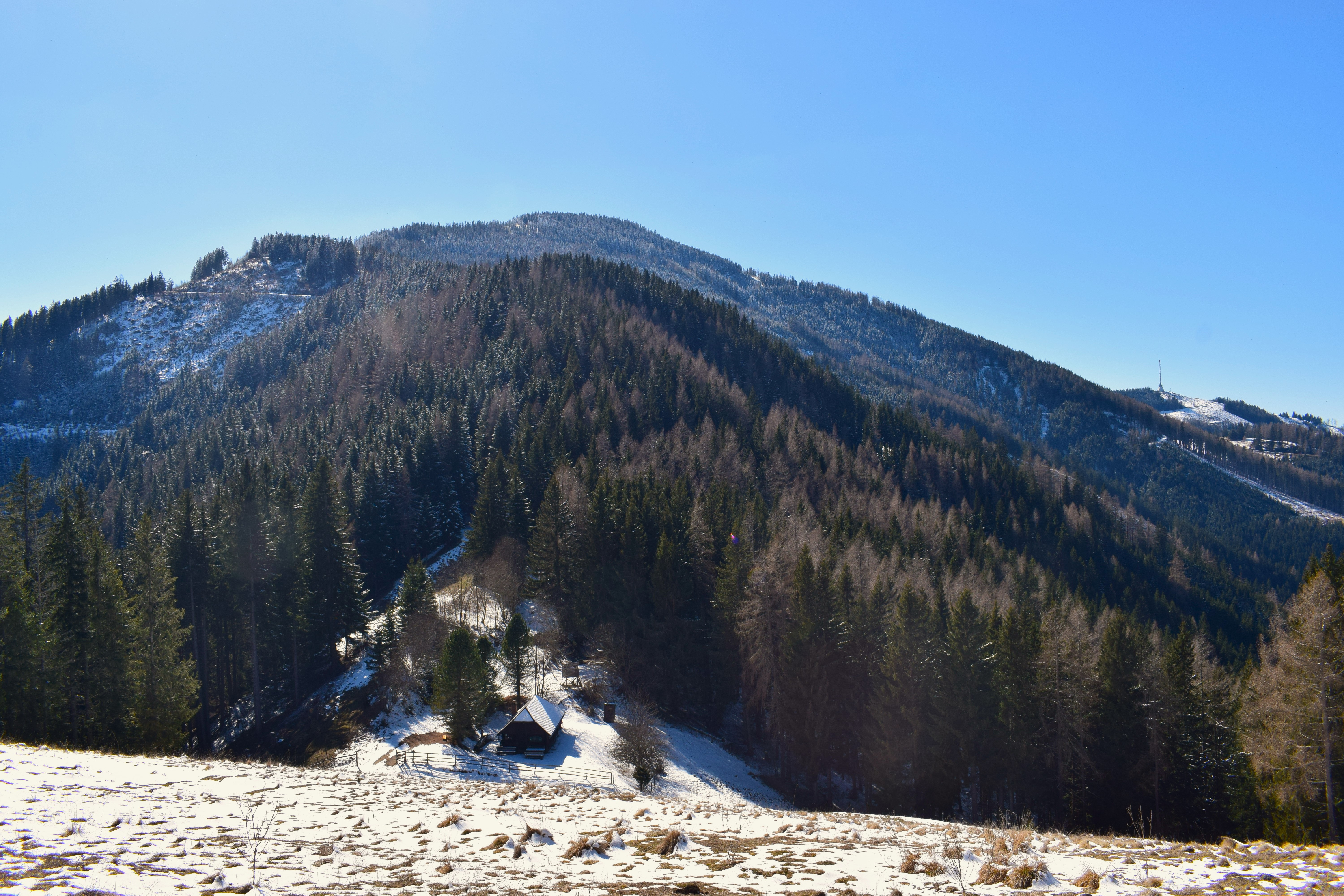
Blick vom „Kleinen Roßeck“ über die Roßeckhütte nach Westen zum Gipfel